# Pax Sinica
Pax  Sinica, česky „čínský mír“, je latinská fráze používaná pro označení období míru ve východní Asii zaručené čínskou hegemonií. Termín je vytvořen analogicky k pax Romana, „římskému míru“ uvnitř římské   říše v prvních dvou staletích n. l. Za dobu pax Sinica jsou považována období vlády dynastií Chan, Tchang a Ming. V těchto obdobích byla Čína díky své politické, hospodářské, vojenské a kulturní moci  dominantní civilizací v regionu.
Chanské období pax Sinica se časově shodovalo s dobou „římského míru“ na západním okraji euroasijského kontinentu, což podpořilo dálkový obchod a cestování. Jak pax Sinica, tak pax Romana se zhroutily kolem roku 200.
Tchangská Čína (618–907) ustavila další pax  Sinica, jeden ze zlatých věků Číny. Hospodářství, obchod, kultura a věda kvetly a dosáhly nových výšin. V počátcích říše Tchang, především za vlády císaře Tchaj-cunga, si Číňané podřídili turkické kmeny ve stepích na severu od Číny, což zajistilo mír a bezpečnost obchodních cest. Tchangské hlavní město Čchang-an se proměnilo v kosmopolitní metropoli, v níž  žili klerici a mniši, obchodníci a poslové z Indie, Persie, Arábie, Sýrie, Koreje a Japonska.
V případě říše Ming je pojem pax Sinica, resp. pax Ming, používán při popisu mingské námořní expanze a politické kontroly moří jihovýchodní Asie a Indického oceánu v první polovině 15. století.
V souvislosti s růstem významu a síly Číny koncem 20. a v 21. století a následnými geopolitickými změnami se pojem pax Sinica objevil i v diskuzích o budoucím uspořádání čínského okolí.